# 武林書畫院淨蓮堂
武林書畫院淨蓮堂是位於杭州市上城區武林書畫院的歷史建築，地址為西湖大道290號至298號，地處西湖大道與南山路交匯處，南側與紫竹園相接壤。2005年，武林書畫院凈蓮堂被列入第二批杭州市歷史建築保護名錄。

## 概況
武林書畫院凈蓮堂是座落於杭州市上城區湖濱街道韶華巷-恰豐里歷史地段重點保護區內的核心建築，地處武林書畫院紫竹園北側，西接南山路，東側與東海里相臨。凈蓮堂建築保留了傳統石庫門建築的兩層多開間形式，具有典型的清水磚石庫門建築特徵。建築為磚木結構，為中軸線對稱設計，包含了天井、前廳、客堂、廂房等基本組成，建築用料以青磚為主，在門楣，窗欞上有精美紋飾。武林書畫院凈蓮堂也借鑑了西方建築的特色，如採用了歐洲聯排式房屋的格局，以提高容積率。2005年7月，武林書畫院凈蓮堂建築被列入第二批杭州市歷史建築保護名錄。2006年5月1日，在歷經建築修繕與空間改造後，武林書畫院涌金門院址正式啟用，凈蓮堂作為武林書畫院展廳首次對外開放。

## 交通
武林書畫院凈蓮堂位於武林書畫院內，可乘坐12、102、133、42、1314、4路區間、12路區間公交，在涌金門站或涌金門東站下車。